# Kleve (circondario di Steinburg)
Kleve è un comune tedesco del circondario di Steinburg, nella regione dello Schleswig-Holstein. Ha circa 600 abitanti.

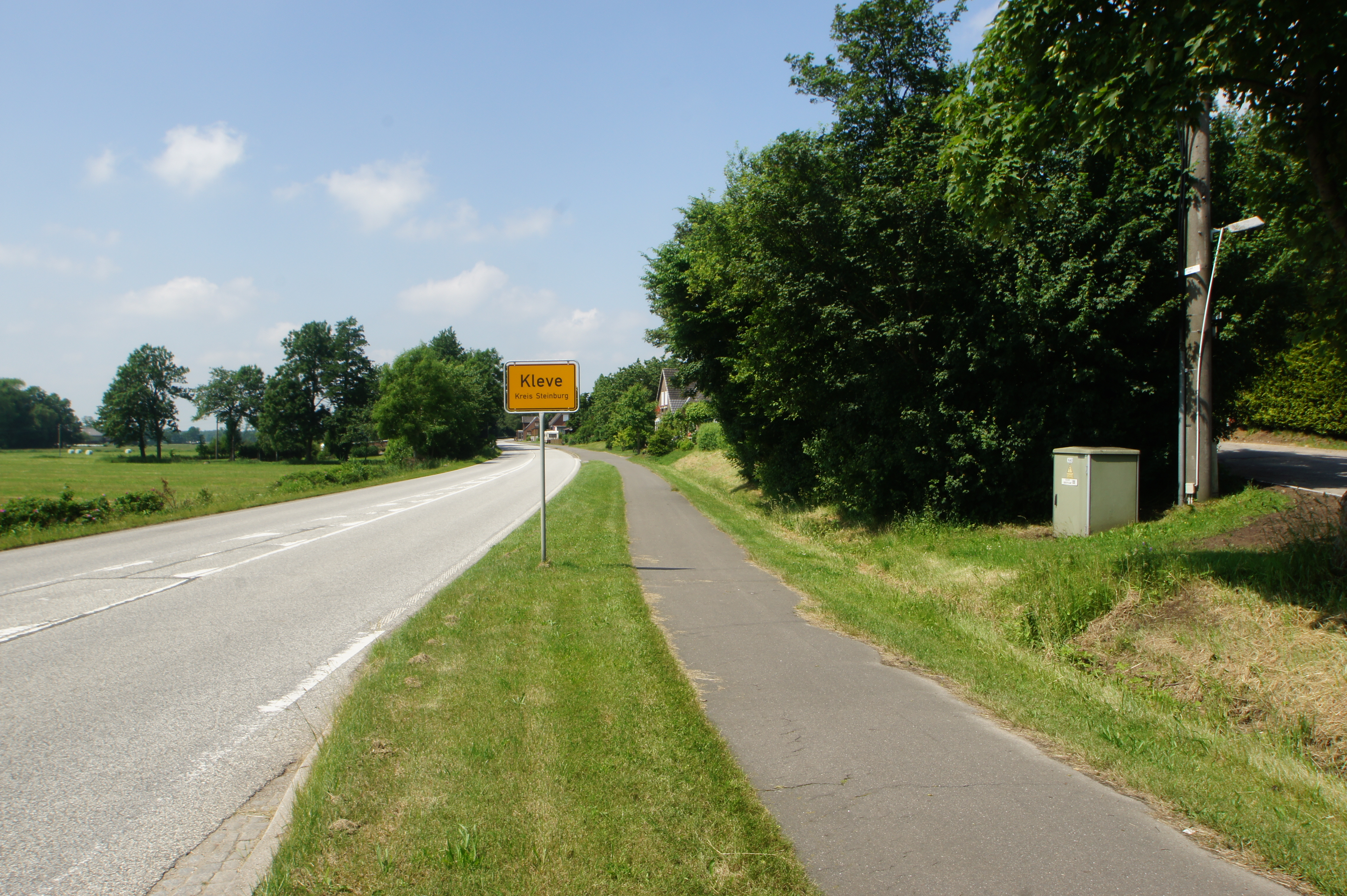
Via maggiore